# Greatest Hits (албум групе Queen)
 (срп. Највећи хитови) први је компилацијски албум британске рок групе Queen објављен широм света 26. октобра 1981. године. Албум се састојао од највећих хитова Queenа од њиховог првог појављивања на топ листама 1974. са "Seven Seas of Rhye", до њиховог хита "Flash" из 1980. (иако је у неким земљама "Under Pressure", бенд на врху листе 1981. са Дејвид Боуијем, био укључен). Није било универзалног списка нумера или омота за албум, а нумере за сваку територију су зависиле од тога који су синглови тамо објављени и који су били успешни. Године 1992. објављена је америчка верзија албума Classic Queen након што је бенд поново постао популаран у земљи.
Greatest Hits је најпродаванији албум бенда до сада, са укупном продајом од преко 25 милиона примерака, што га чини једним од најпродаванијих албума свих времена. Достигао је број један на УК албумима, провевши четири недеље на врху и константно се добро продавао током 1980-их, поставши четврти најпродаванији албум деценије. Сингл "Under Pressure", који је објављен исте недеље када и Greatest Hits, такође је био на врху UK Singles Chart.
Од јула 2022. године, Greatest Hits је провео преко 1000 недеља на листи UK Albums Chart и добио је 23 пута платинасту титулу са продајом од преко седам милиона примерака, што га чини најпродаванијим албумом свих времена у УК. Greatest Hits је у новембру 2020. достигао осмо место на Billboard 200, што је други најспорији успон на првих десет америчке листе албума у историји. Међу албумима са најдужим листама у САД, од јуна 2023, провео је 546 недеља на Billboard 200, а у САД је сертификован 9× платинастим. Такође је сертификован 15× платинаст у Аустралији, 10× платинаст на Новом Зеланду и 3× платинаст у Канади. Након објављивања биографског филма о групи Queen, Боемска рапсодија из 2018. године, поново је ушао на топ-листе широм света.

## Списак песама
Првих осам песама се налазило на страни А, док су се остале налазиле на страни Б.